# Neritos apiciplaga
Neritos apiciplaga là một loài bướm đêm thuộc phân họ Arctiinae, họ Erebidae.